# 브리트니 (개)
브리트니(Brittany)는 프랑스의 브르타뉴 지방 원산의 스패니얼 / 새 사냥개 종이다.

## 역사
'브리트니'라는 이름은 원산지인 프랑스 북서부의 브르타뉴 지역에서 유래되었으며, 갈색빛과 흰색 털을 가진 브라트니와 비슷한 개들의 이미지는 17세기의 태피스트리와 그림에서 처음 발견되었다. 브리트니에 대한 검증 가능한 최초의 기록은 1850년 'Davies'라는 목사가 쓴 사냥 설명문에서 비롯되었다.
1907년에 '보이(Boy)'라는 이름을 가진 갈색빛과 흰색 털을 가진 브리트니 수컷이 프랑스에 등록되었을 때 처음으로 품종으로 인정받았다. 그 후 미국은 1931년에 브리트니의 품종을 인정했고 1934년에 American Kennel Club에서 품종임이 승인되었으며 1982년 '스패니얼'은 공식적으로 이름에서 제거되었다.